# Újszalonta
Újszalonta este un sat în districtul Sarkad, județul Békés, Ungaria, având o populație de 112 locuitori (2011). 

## Demografie
Componența etnică a satului Újszalonta
     Maghiari (90,91%)
     Români (9,09%)
Componența confesională a satului Újszalonta
     Reformați (43,75%)
     Fără religie (8,04%)
     Ortodocși (3,57%)
     Atei (3,57%)
     Necunoscută (41,07%)
Conform recensământului din 2011, satul Újszalonta avea 112 locuitori. Din punct de vedere etnic, majoritatea locuitorilor (90,91%) erau maghiari, cu o minoritate de români (9,09%). Nu există o religie majoritară, locuitorii fiind reformați (43,75%), persoane fără religie (8,04%), ortodocși (3,57%) și atei (3,57%). Pentru 41,07% din locuitori nu este cunoscută apartenența confesională.